# Thelastoma meadsi
Thelastoma meadsi är en rundmaskart som beskrevs av Clark 1978. Thelastoma meadsi ingår i släktet Thelastoma och familjen Thelastomatidae. Inga underarter finns listade i Catalogue of Life.